# CircleGuitar
CircleGuitar（英語：Circle Guitar；1990年9月20日—），香港女歌手，2016年出道，音樂作品包括《I Don't Care》、《Get Lost in Jungle》。

## 簡介
CircleGuitar 是香港女歌手，擅於以結他伴奏彈唱，早期活躍於街頭表演，曾於電視廣播有限公司的節目 - 星期日檔案《城市歌者》中分享街頭音樂的故事 ，於2016年出道並與參與拍攝電視節目。近年於香港有線電視拍攝音樂旅遊特輯《帶結他去旅行》，更與一眾歌手包括 吳浩康、小肥 等參與 viuTV音樂節目《Showtime我主場》。

## 演出作品

### 節目（電視廣播有限公司）
- 2012年《星期日檔案》

### 廣告（MOOV）
- 2013年《MOOV與你音樂同路》

### 節目（ViuTV）
- 2016年《ShowTime 我主場》

### 節目（香港有線電視）
- 2016年《帶結他去旅行》

## 外部連結
- CircleGuitar的Facebook專頁
- CircleGuitar的Instagram帳戶